# Grünstirn-Brillantkolibri
Der Grünstirn-Brillantkolibri (Heliodoxa jacula) oder Grünscheitelbrillant ist eine Vogelart aus der Familie der Kolibris (Trochilidae). Die Art hat ein großes Verbreitungsgebiet, das sich über die Länder Costa Rica, Panama, Kolumbien und Ecuador erstreckt. Der Bestand wird von der IUCN als „nicht gefährdet“ (least concern) eingeschätzt.

## Merkmale

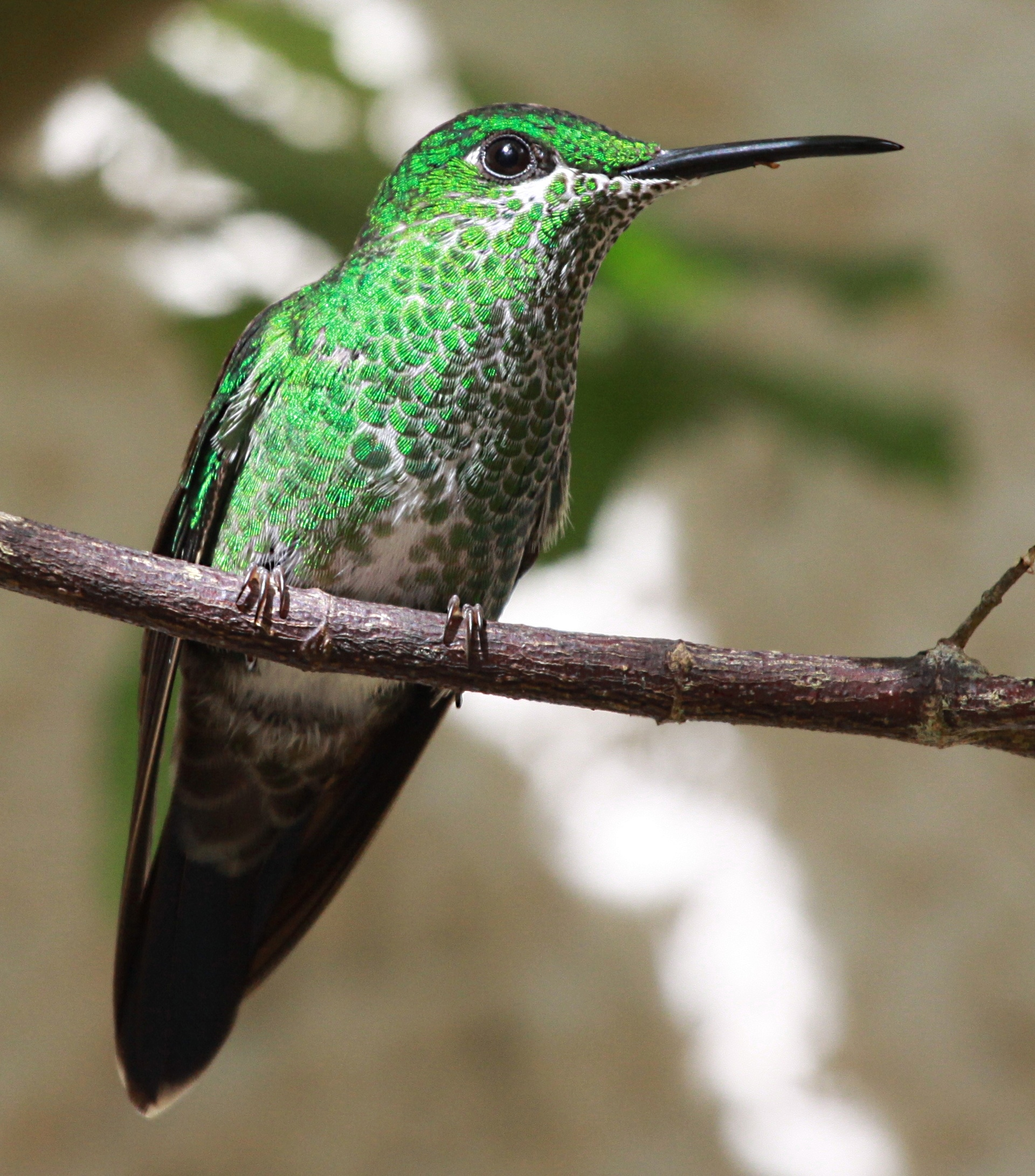
Grünstirn-Brillantkolibri ♀

Der männliche Grünstirn-Brillantkolibri erreicht eine Körperlänge von etwa 13 cm, das Weibchen ist mit etwa 10,9 cm etwas kleiner. Das Männchen ist überwiegend grün. Der Oberkopf und der größte Teil der Unterseite glitzern grün. Im unteren Bereich der Kehle befindet sich ein kleiner violetter Fleck. Der Schwanz ist relativ lang und gegabelt, wobei die zentralen Steuerfedern bronzegrün sind, der Rest ist blauschwarz. Das Weibchen ist an der Oberseite grün mit dunklen Partien an Zügel und an den Wangen. Hinter dem Auge befindet sich ein weißer Fleck sowie ein auffälliger weißer Wangenstrich. Die Unterseite ist weiß mit vielen grünen runden Flecken, wobei die Kehle am weißesten wirkt und der Bauch eine eher gelbbraune Tönung hat.

## Verhalten
Das Verhalten des Grünstirn-Brillantkolibris ist ähnlich wie das des Violettstirn-Brillantkolibris. Er gilt als Einzelgänger. Meist hält er sich in den Straten in Höhen zwischen 1 und 10 Metern im Wald oder an Waldlichtungen auf. Der Grünstirn-Brillantkolibri ist ein sogenannter Trapliner, d. h., er fliegt regelmäßig in rascher Folge ganz bestimmte verstreute Blüten an. Kleine Gebiete mit nektarreichen Blüten verteidigt er aggressiv. Diese befinden sich in den unteren bis mittleren Straten, seltener in den Baumkronen. Man kann ihn regelmäßig bei der Insektenjagd beobachten. Er sammelt eigentlich nie in Gruppen. Den Nektar holt er beispielsweise an Pflanzen der Gattung Inga.

## Fortpflanzung
Es ist nicht viel über ihr Brutverhalten bekannt. Im Mai wurden Grünstirn-Brillantkolibris im Südosten des Departamento de Antioquia in Brutstimmung beobachtet. In der Balzzeit wurden in Costa Rica Vögel beobachtet, die ein endloses tsiik-tsiik-tsiik... von sich gaben.

## Verbreitung und Lebensraum

Verbreitungsgebiet (grün) des Grünstirn-Brillantkolibris

Grünstirn-Brillantkolibris kommen selten, aber in manchen Gebieten auch häufig, in feuchten Wäldern, an Waldrändern und den angrenzenden Lichtungen an den Gebirgsausläufern sowie den Hochgebirgen Panamas vor. Berichte gibt es aus der Provinz Chiriquí, seltener am Volcán Barú und in der Provinz Bocas del Toro, aus der Provinz Veraguas und im Westen der Provinz Coclé. In den östlichen Provinzen kommen Grünstirn-Brillantkolibris im Nationalpark El Copé, dem westlichen Teil von San Blas am Cerro Brewster und im Osten der Provinz Darién vor. Meistens bewegen sie sich in Höhenlagen zwischen 510 und 2100 Metern. In Kolumbien kommen sie in Höhenlagen zwischen 500 und 1500 Metern vor. Hier trifft man sie am grenzüberschreitenden Cerro Tacarcuna. Sonst sind sie am Nordende der westlichen und zentralen Anden, den Osthängen der zentralen Anden des Departamento de Caldas und in Cundinamarca in den Ostanden an beiden Andenhängen verbreitet. In Ecuador ist es der Westen, in dem man Populationen beobachtet hat.

## Unterarten
Es sind drei Unterarten bekannt:
- Heliodoxa jacula henryi Lawrence, 1867[4] – Diese Unterart kommt von Costa Rica bis in den Westen Panamas vor.
- Heliodoxa jacula jacula Gould, 1850[5] – Die Nominatform kommt im Osten Panamas, sowie dem nördlichen und zentralen Kolumbien vor.
- Heliodoxa jacula jamersoni (Bourcier, 1851)[6] – Diese Unterart ist im Südwesten Kolumbiens und im Westen Ecuadors verbreitet.

## Etymologie und Forschungsgeschichte
John Gould beschrieb den Grünstirn-Brillantkolibri unter dem heutigen Namen Heliodoxa jacula. Das Typusexemplar stammte aus Santafé de Bogotá. Mit der Art führte er die neue Gattung Heliodoxa ein. Dieser Name leitet sich von den griechischen Wörtern ἥλιος hḗlios für „Sonne“ und δόξα, δέχομαι dóxa, déchomai für „Pracht, Herrlichkeit, gutheißen“ ab. Das Artepitheton leitet sich vom lateinischen iaculus, iacare, iaculum für „werfend, werfen, Speer“ ab. Jamersoni ist William Jameson (1796–1873) gewidmet. Henryi wurde zu Ehren von Joseph Henry (1797–1878) vergeben.